# Amore, lavoro e altri miti da sfatare
Amore, lavoro e altri miti da sfatare è il terzo album del gruppo musicale bolognese Lo Stato Sociale, pubblicato da Garrincha dischi il 10 marzo 2017.

## Tracce
1. Sessanta milioni di partiti – 4:16
2. Amarsi male – 4:18
3. Quasi liberi – 3:22
4. Buona sfortuna – 3:54
5. Eri più bella come ipotesi – 5:23
6. Niente di speciale – 5:27
7. Mai stati meglio – 4:23
8. Nasci rockstar, muori giudice ad un talent show – 3:15
9. Per quanto saremo lontani – 4:00
10. Vorrei essere una canzone – 3:48

## Formazione
- Alberto Cazzola - voce, basso
- Francesco Draicchio - sintetizzatori, voce
- Lodovico Guenzi - voce, chitarre, pianoforte e sintetizzatori
- Alberto Guidetti - drum machine, sintetizzatori e voce
- Enrico Roberto - voce, sintetizzatori

## Classifiche
| Classifica (2017) | Posizione massima |
| ----------------- | ----------------- |
| Italia            | 3                 |